# Říšská univerzita Štrasburk

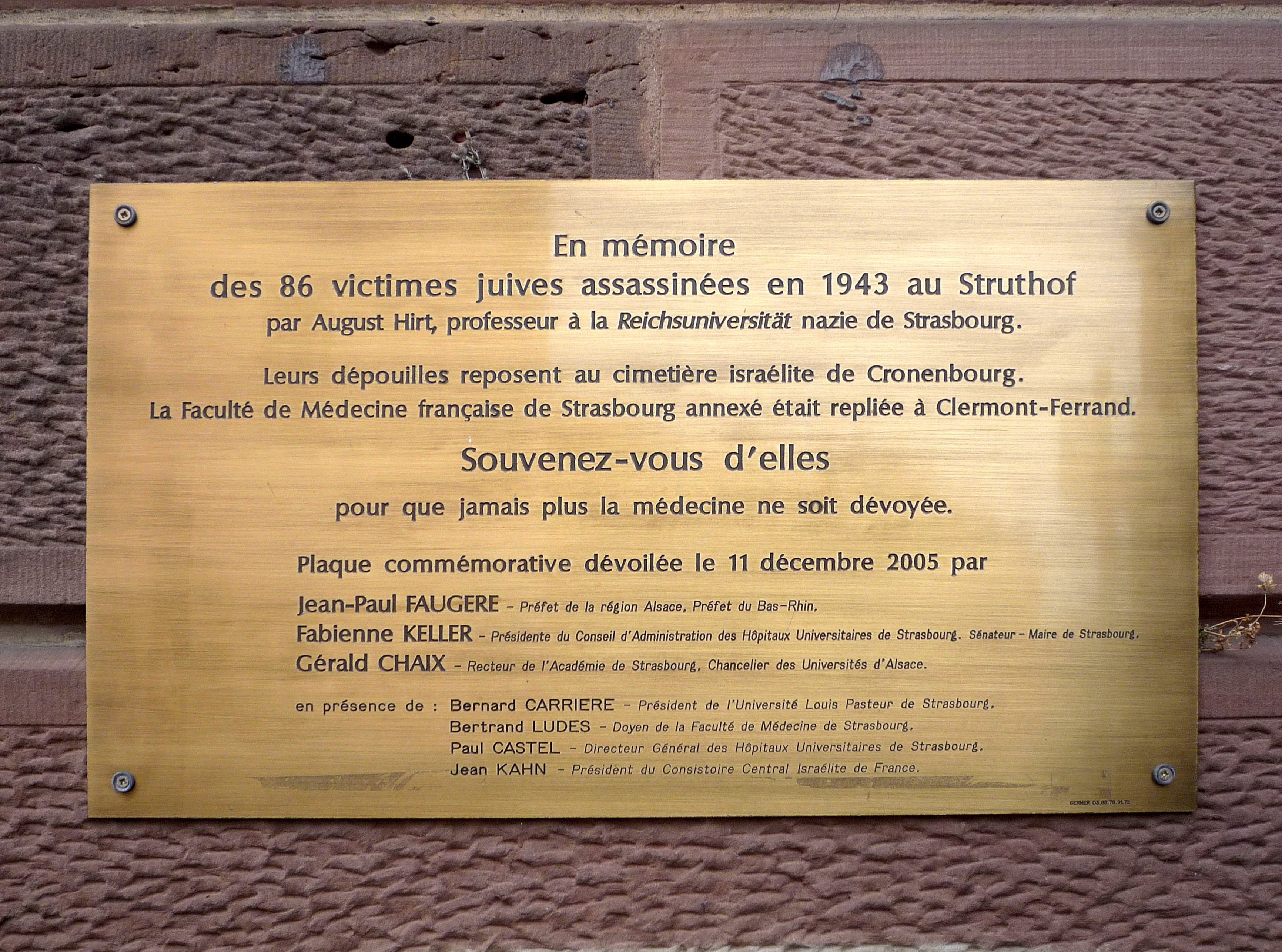
Pamětní deska 86 židovským obětem Augusta Hirta

Říšská univerzita Štrasburk (německy Reichsuniversität Straßburg) byla nacistická univerzita, zřízená v roce 1941 ve Štrasburku. Univerzita byla zřízena po anexi Alsaska Velkoněmeckou říší a přemístění Štrasburské univerzity do Clermont-Ferrandu. Říšská univerzita Štrasburk měla navázat na německou štrasburskou univerzitu, existující v letech 1872 až 1918. Po osvobození Štrasburku Spojenci byla přemístěna do Tübingenu a poté rozpuštěna. Na její půdě se připravovala tzv. Sbírka židovských koster.

## Struktura
Říšská univerzita měla, jak bylo plánováno, čtyři fakulty.
- Přírodovědecká fakulta, děkan George Niemeier
- Fakulta umění a humanitní, děkan Ernst Anrich (zimní semestr 1941/1942 – zimní semestr 1942/1943), Hubert Schrade (od letního semestru 1943)
- Lékařská fakulta, děkan Johannes Stein
- Právo a politické vědy, děkan Friedrich Schaffstein

Od roku 1941 až do osvobození města Spojenci v listopadu 1944 byl rektorem oftalmolog Karl Schmidt. Ten byl v letech 1936 až 1939 rektorem Univerzity v Bonnu. Prorektorem byl právník Georg Dahm.